# Премія НАН України імені В. П. Комісаренка
Премія імені Комісаренка Василя Павловича — премія НАН України «За видатні наукові роботи в галузі патофізіології і ендокринології». Створена у 1996 році. Вручається на честь патофізіолога й ендокринолога Василя Комісаренка

## Лауреати премії
| Рік  | Премійовані роботи | Лауреати                         | Коротко про лауреата |
| ---- | --- | -------------------------------- | --- |
| 2000 | | Казаков Валерій Миколайович      | академік НАМН України, ректор Донецького медичного університету                                                                                 |
| 2007 | серія наукових праць «Історія розвитку ендокринології в Україні»                                                                         | Тронько Микола Дмитрович         | академік НАН України, директор Інституту ендокринології та обміну речовин ім. В. П. Комісаренка АМН України                                     |
| 2007 | серія наукових праць «Історія розвитку ендокринології в Україні»                                                                         | Боднар Петро Миколайович         | доктор медичних наук, завідувач кафедри Національного медичного університету імені О. О. Богомольця МОЗ України                                 |
| 2007 | серія наукових праць «Історія розвитку ендокринології в Україні»                                                                         | Комісаренко Юлія Ігорівна        | кандидат медичних наук, доцент Національного медичного університету імені О. О. Богомольця МОЗ України                                          |
| 2010 | за монографію «Міжтканинні взаємодії периферійного нерва в нормі та патології»                                                           | Чайковський Юрій Борисович       | академік НАН України, директор Інституту мікробіології і вірусології імені Д. К. Заболотного НАН України                                        |
| 2010 | за монографію «Міжтканинні взаємодії периферійного нерва в нормі та патології»                                                           | Дєльцова Олена Іванівна          | доктор медичних наук, професор кафедри гістології, цитології та ембріології Івано-Франківського національного медичного університету            |
| 2010 | за монографію «Міжтканинні взаємодії периферійного нерва в нормі та патології»                                                           | Геращенко Сергій Борисович       | доктор медичних наук, професор, завідувач кафедри гістології, цитології та ембріології Івано-Франківського національного медичного університету |
| 2013 | за серію праць «Феномени та механізми впливу гормонів і цитокінів на нормальну і малігнізовану передміхурову залозу»                     | Резніков Олександр Григорович    | член-кореспондент НАН України, завідувач відділу ДУ «Інститут ендокринології та обміну речовин імені В. П. Комісаренка НАМН України»            |
| 2013 | за серію праць «Феномени та механізми впливу гормонів і цитокінів на нормальну і малігнізовану передміхурову залозу»                     | Корнелюк Олександр Іванович      | член-кореспондент НАН України, завідувач відділу Інституту молекулярної біології і генетики НАН України                                         |
| 2013 | за серію праць «Феномени та механізми впливу гормонів і цитокінів на нормальну і малігнізовану передміхурову залозу»                     | Чайковська Людмила В'ячеславівна | кандидат біологічних наук, провідний науковий співробітник ДУ «Інститут ендокринології та обміну речовин імені В. П. Комісаренка НАМН України»  |
| 2016 | за цикл праць «Кріоконсервування первинних та органотипових культур ендокринних залоз»                                                   | Бондаренко Тетяна Петрівна       | доктор біологічних наук, завідувач відділу Інституту проблем кріобіології і кріомедицини НАН України                                            |
| 2016 | за цикл праць «Кріоконсервування первинних та органотипових культур ендокринних залоз»                                                   | Легач Євгеній Іванович           | доктор медичних наук, головний науковий співробітник Інституту проблем кріобіології і кріомедицини НАН України                                  |
| 2016 | за цикл праць «Кріоконсервування первинних та органотипових культур ендокринних залоз»                                                   | Божок Галина Анатоліївна         | доктор біологічних наук, старший науковий співробітник Інституту проблем кріобіології і кріомедицини НАН України                                |
| 2019 | за серію праць «Визначення патофізіологічних основ розвитку імунозалежних захворювань з метою розробки ефективних способів їх лікування» | Гольцев Анатолій Миколайович     | академік НАН України, директор Інституту проблем кріобіології і кріомедицини НАН України                                                        |